# كفرخل
كفرخل قرية من قرى شمال الأردن تتبع إداريا لمحافظة جرش.

## التسمية
الأصل في التسمية «كفر» وهي كلمة عربية تعني «قرية زراعية» و«خل» والمقصود به خل العنب أو النبيذ. لذلك فالتسمية كفر خل تعني «قرية العنب», والقرية ما زالت مشهورة لحد الآن بزراعة العنب بالإضافة إلى زيت الزيتون.[بحاجة لمصدر]

## جغرافيا ومناخ المنطقة
تقع كفرخل في شمال محافظة جرش إلى الغرب من الطريق الدولي الواصل بين محافظة اربد والعاصمة عمان بحوالي 5 كم.
بنيت القرية في منطقة جبلية عالية تتكون من ثلاث تلال; جبل السناد، جبل العاهد والجبل الغربي، ومركز القرية في وسط هذه التلال الثلاث.
تعتبر كفرخل المنطقة المهمة الواصلة بين جبال عجلون ومحافظة جرش وسهول حوران في اربد فهي تبعد 18كم عن مدينة جرش و15كم عن مدينة عجلون و32كم عن مدينة اربد. وتقدر مساحة القرية بحوالي 6كم², تشكل المناطق الحرجية ما نسبته 52% من إجمالي المساحة، وتقع معظم هذه المساحات الحرجية على قمم جبال عالية يصل ارتفاعها إلى أكثر من 1100م عن سطح البحر.
تمتاز كفرخل بمناخ معتدل صيفًا وبارد شتاءُ فمعدل درجة الحرارة العظمى في شهر حزيران حوالي 26 درجة مئوية ومعدل درجة الحرارة الصغرى في شهر كانون الثاني حوالي 3,5 درجة مئوية، ويعود ذلك إلى طبيعة المنطقة الجبلية العالية بحيث يفصلها عن رأس منيف وهو من أعلى المرتفعات في شمال المملكة حوالي 3كم فقط.

## تاريخ القرية
يمتد تاريخ كفرخل من العصر الحجري إلى العصر الإسلامي مرورا بحكم الإمبراطورية الرومانية في الأردن والدولة البيزنطية، فلقد تم العثور على العديد من الأدوات الحجرية البدائية بالقرب من البلدة يعود تاريخها إلى العصر الحجري، بالإضافة إلى المعابد والكنائس والفسيفساء التي تعود إلى أيام الحكم الروماني للمنطقة.
تم فتح كفرخل على يد الصحابي الجليل شرحبيل بن حسنة كنتيجة لمعركة طبقة فحل عام 635م.
وهناك آثار لمسجد وبعض البيوت والخرائب يعود تاريخها للعصرين الأموي والعباسي، بالإضافة إلى الآثار المملوكية.
ومن أهم المناطق الأثرية في القرية: الدير، خربة حطين.

## اقتصاد القرية
يعتمد سكان كفرخل اعتمادا كبيرا على الزراعة وبالأخص زراعة الزيتون والعنب والتين والتفاح والرمان، بالإضافة إلى الحرف اليدوية والمنتجات التقليدية التي تعتمد على حليب الأغنام كالجبن والسمن.

## الحياة الاجتماعية
يقدر عدد سكان البلدة بحوالي 7355 نسمة جميعهم مسلمون سنيون، ويوجد في البلدة خمسة مساجد. أما بالنسبة للعادات والتقاليد فهي نفسها السائدة في المناطق الشمالية من الأردن بما فيها: المدالة والسبوعية والخميسية بالإضافة إلى الاحتفالات والأعياد الدينية مثل اللإحتفال بالمولد النبوي الشريف.
تعتبر نسبة المتعلمين في كفرخل عالية.[بحاجة لمصدر]

## المعالم السياحية
أكثر ما يميز قرية كفرخل طبيعتها ومناخها الجميل، فكانت دائما محط أنظار للباحثين عن جمال الطبيعة وتنوعها وتفردها، فتم إنشاء محمية الأمير حمزة عام 2004 على مساحة 40 هكتار من الأراضي الحرجية في البلدة، وتتميز محمية الأمير حمزة بالتنوع الحيوي الكبير من حيوانات ونباتات مثل البلوط والصنوبر والقيقب وزهرة السوسنة السوداء.